# 琪娜·安妮·麥克連
琪娜·安妮·麥克連（英語：China Anne McClain，1998年8月25日—）是一位美国女演員和歌手。她七歲時開始在電影《福音》（2005年）中扮演亞歷克西斯，然後在《爸爸的小女孩》（2007年）中扮演柴娜詹姆斯。因在迪士尼頻道電視連續劇《天才學園》（2011-2014）中飾演奇納。公園（Chyna Parks）而享譽國際和迪士尼頻道電影《星光繼承者 2》（2017年）、《星光繼承者 3》（2019年）和《星光繼承者：紅色崛起》（2024年）中飾演烏瑪。2018年，開始主演 CW 超級英雄影集《黑閃電》（2018-2021），飾演珍妮佛皮爾斯 / 閃電。她還在歐普拉溫芙瑞網絡重播的《佩恩斯家族》(2018年) 中再次扮演了自己的角色賈茲敏·佩恩 (Jazmine Payne)。

## 早期生活

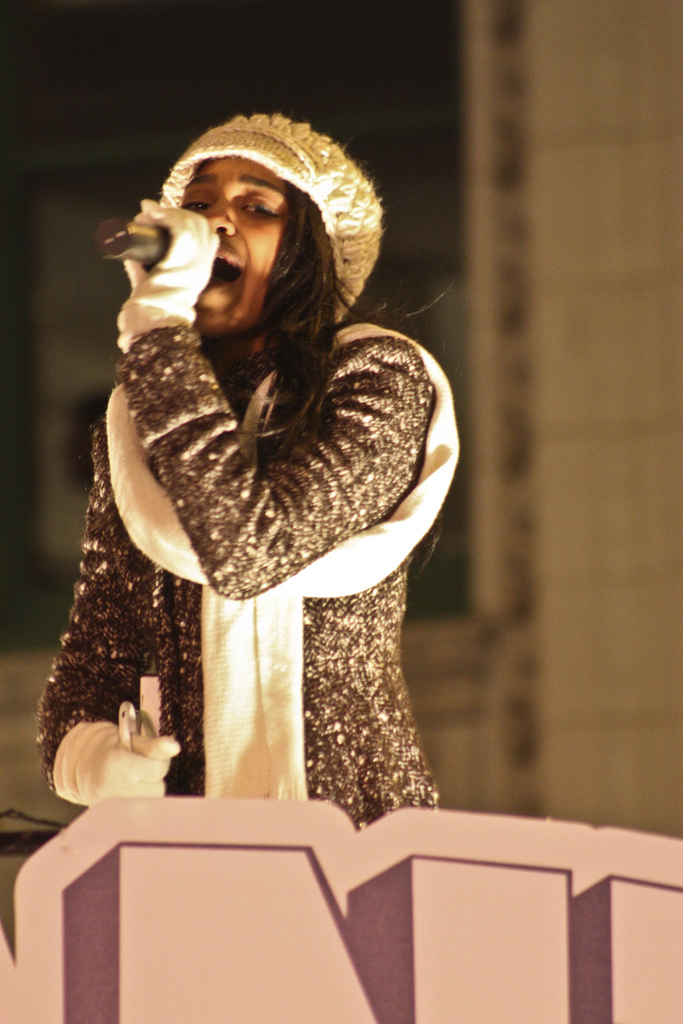
琪娜·安妮·麥克連（2011年）

1998年8月25日出生於喬治亞州迪凯特。父親麥可·麥克萊恩（Michael McClain）是一位音樂製作人，為索蘭吉·諾爾斯的首張專輯《Solo Star》(2002) 製作了一首曲目。母親肖特爾（娘家姓拉克）是一位歌曲作家和前編劇。有兩個姐姐塞拉（Sierra）和勞倫（Lauryn），她們也是演員和歌手，還有一個弟弟加布里埃爾（Gabriel）。

## 個人生活
截至2011年，居住在洛杉矶。認為父母是對她影響最大的人。
2020年，透過在 TikTok 上發布化妝改造、角色扮演、對口型音訊和簡短的基督教佈道，開始了她的網路形象。帳戶擁有超過 1700 萬粉絲。

## 外部連結
- 琪娜·安妮·麥克連在互联网电影资料库（IMDb）上的資料（英文）